# Kémeri Nagy Imre

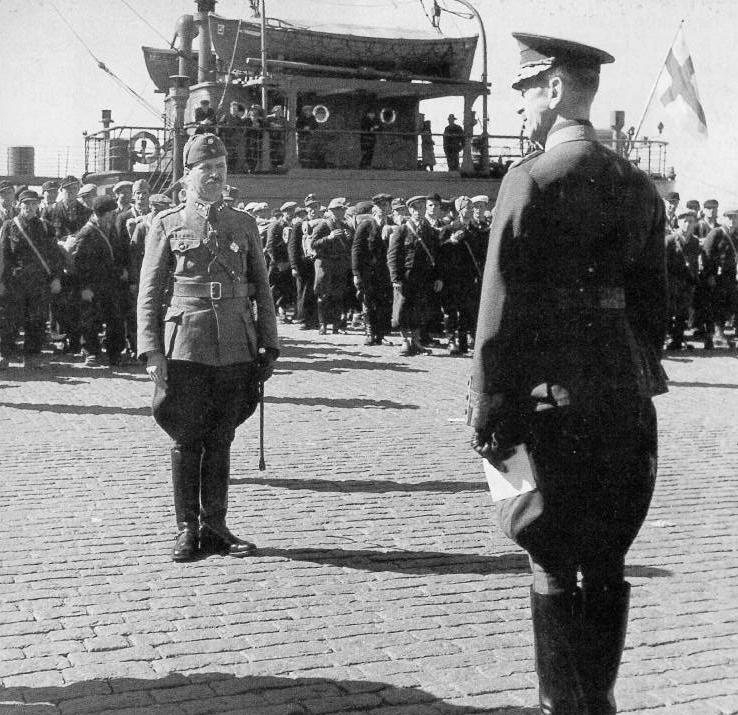
Kémeri Nagy Imre és Oscar Enckell a turkui kikötőben, amikor a magyarok elhajóztak Finnországból

Kémeri Nagy Imre (Bürgezd, 1903. március 27. – Varsó, Lengyelország, 1942. április 13.) magyar újságíró és katona. Nemzetiszocialista politikus.

## Élete
Kémeri Nagy Imre a ma Romániához tartozó Bürgezden született. Fiatalon a Székely Hadosztályban szolgált, majd 1922-ben Erdélyből Magyarországra menekült, 1925-ben beállt katonának, de egy évvel később leszerelték. Budapesten jogot és bölcsészettudományt tanult. A Turul Werbőczy Bajtársi Egyesület főlövészmestere volt, 1926 és 1928 között az egyetemi szervezkedések egyik vezetője volt, valamint összekötő volt a Magyar Országos Véderő Egyesület (MOVE) és a Turul Szövetség között. 1928 és 1929 között ismét katonaként szolgált, majd 1932-ben a budapesti egyetemen középiskolai tanári oklevelet szerzett. Ezt követően alkalmi munkákból élt.
1937 nyarán belépett a Balogh-féle Magyar Nemzeti Szocialista Pártba, ahol ifjúsági vezetőként működött. Többször írt szélsőjobboldali lapokba, amelyek miatt számos alkalommal fogházbüntetésre ítélték. 1936-ban katonai alapon kopjás alakulatot szervezett, rendszeresen összeütközéseket provokált a szociáldemokrata ifjúsággal. 1937 novemberében egy debreceni gyűlésen Horthyt kikiáltotta királlyá, ezért rövid időre fogházba került.
1938 és 1939 között osztagparancsokként részt vett a Rongyos Gárda kárpátaljai tevékenységében, valamint 1939 és 1940 között a finn téli háborúban részt vevő magyar alakulat vezetője is ő volt. Finnországban Mannerheim tábornagy soron kívül századossá léptette elő. Hazatérése után 1940 szeptemberében részt vett az észak-erdélyi bevonulásban. 1942. márciusában a szovjet fronton a partizánokkal vívott harcban megsebesült, a varsói katonai kórházban hunyt el.